# Thalera fimbriata
Thalera fimbriata là một loài bướm đêm trong họ Geometridae.